# Biedronka dziesięciokropka
Biedronka dziesięciokropka (Adalia decempunctata) – gatunek chrząszcza z rodziny biedronkowatych.
Chrząszcz o szerokim, owalnym ciele długości od 3,5 do 5 mm. Głowę ma żółtą z dwiema czarnymi plamami przy nasadzie, przy czym plamy te mogą się zlewać tak, że kolor żółty ograniczony jest do plamki z przodu głowy. Przedplecze typowo jest żółtawe z 5–7 czarnymi plamami albo czarnym M-kształtnym wzorem, ale może być też czarne z żółtymi brzegami bocznymi, na których to mogą występować jeszcze czarne plamki. Pokrywy tego gatunku cechują się ekstremalnie zmienną kolorystyką. W jednym z typów ubarwienia są żółtopomarańczowe z 7 małymi kropkami na każdej, które to mogą zanikać lub łączyć się ze sobą. W drugim typie ubarwienia są czarne do brunatnych z pięcioma dużymi, żółtopomarańczowej do czerwonawej barwy plamami na każdej; tu plamy również mogą się ze sobą łączyć, co najczęściej ma miejsce na bokach pokryw. Kolejny typ ubarwienia cechują czarne do brunatnych pokrywy z czerwoną plamą półksiężycowatego kształtu wokół barków i ewentualnie z dodatkowymi kropkami w tylnej połowie pokryw. Pomiędzy tymi typami występują też różnorodne przejścia. Stopy mają na pazurkach szeroki, duży i wyraźnie dostrzegalny ząb dodatkowy. Na wypukłym przedpiersiu brak jest żeberek. Epimeryty śródpiersia są białe i wyraźnie kontrastują z resztą spodu ciała. Linia udowa na pierwszym segmencie odwłoka nie osiąga wierzchołkiem jego przedniego brzegu.
Owad znany z prawie całej Europy, palearktycznej Azji i Afryki Północnej. Bytuje na roślinach liściastych, np. dębach, grabach i lipach. Zasiedla lasy liściaste i zarośla, polany, wyręby, parki i nasadzenia przydrożne. Zimowanie odbywa pod opadłymi liśćmi. W Polsce jest pospolity na terenie całego kraju.

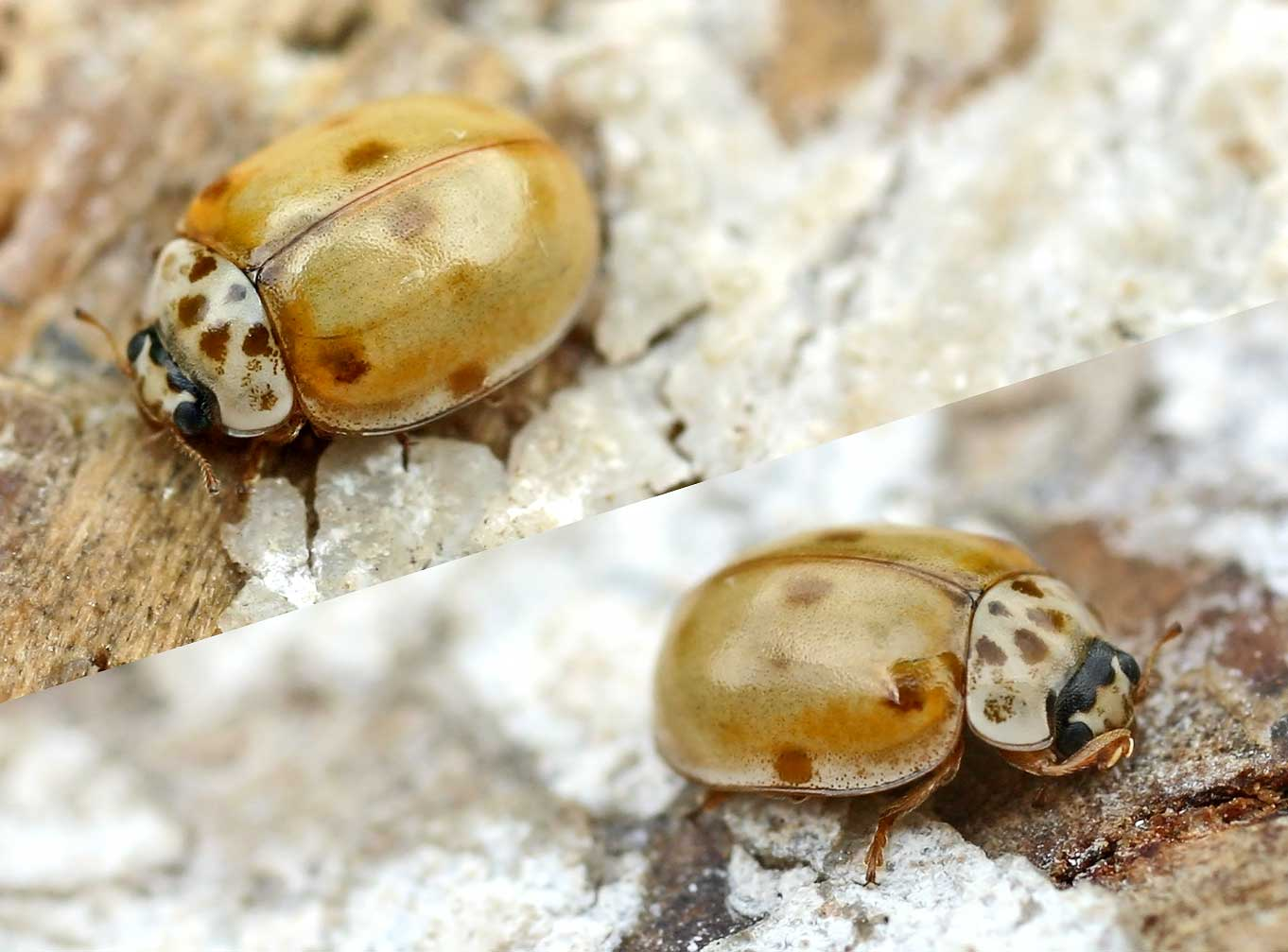
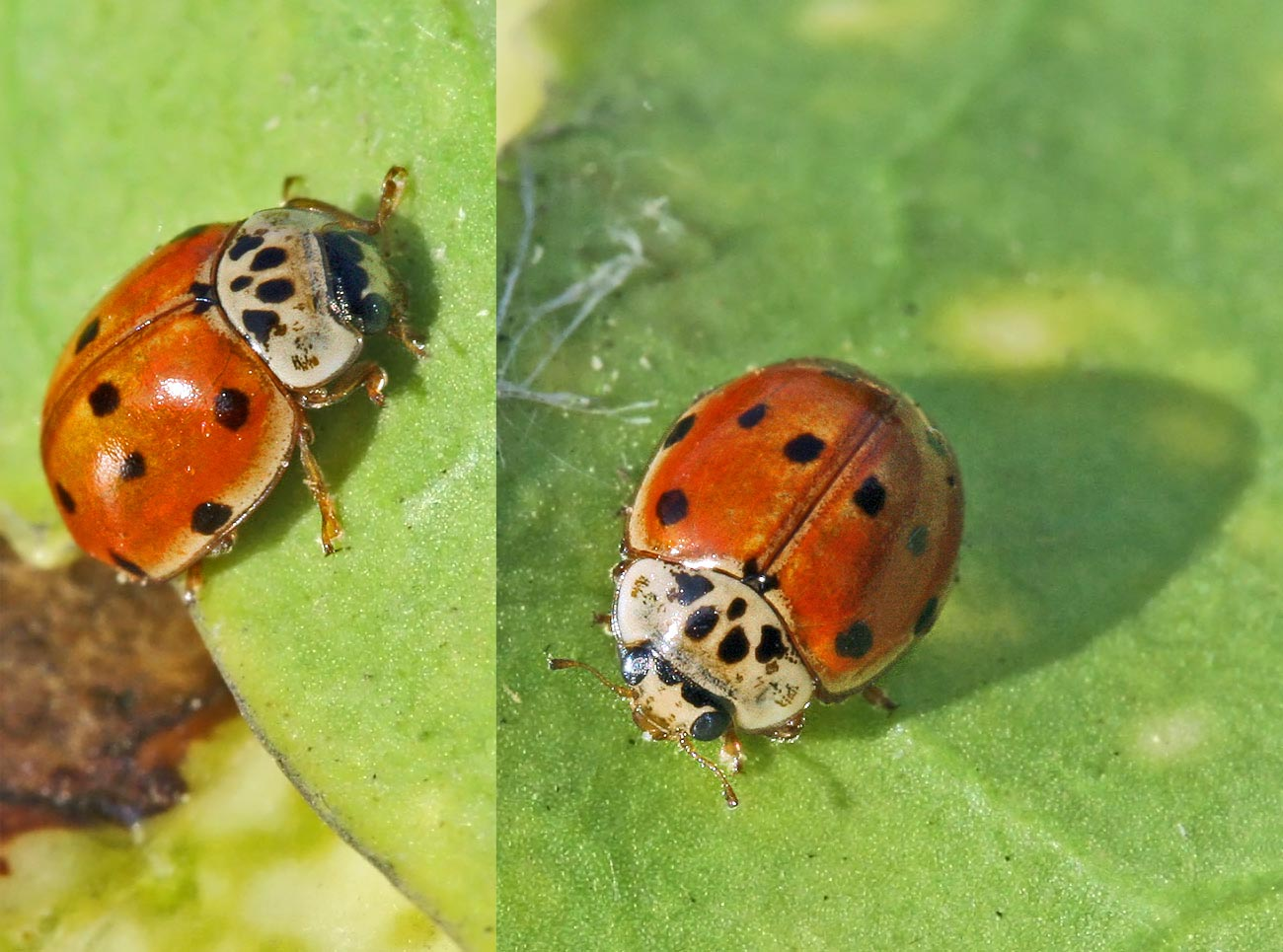
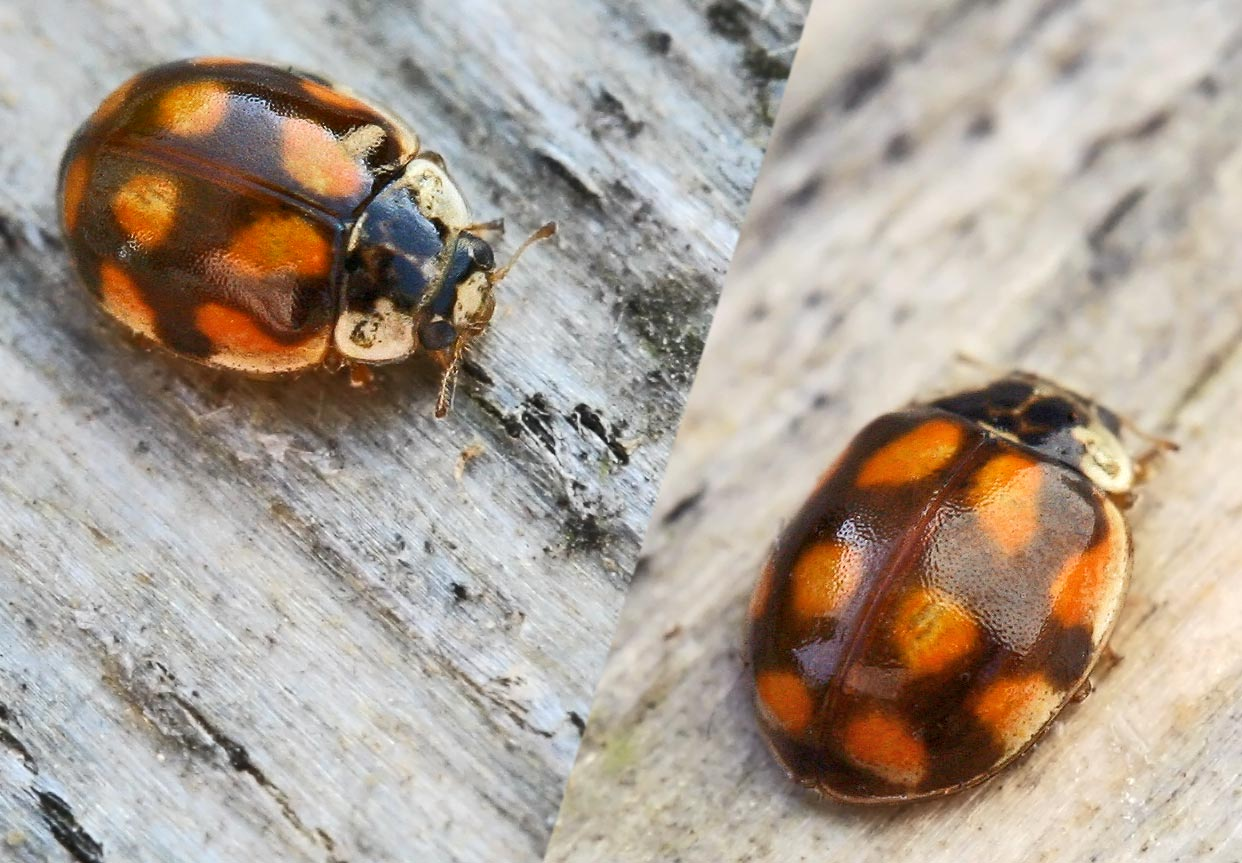
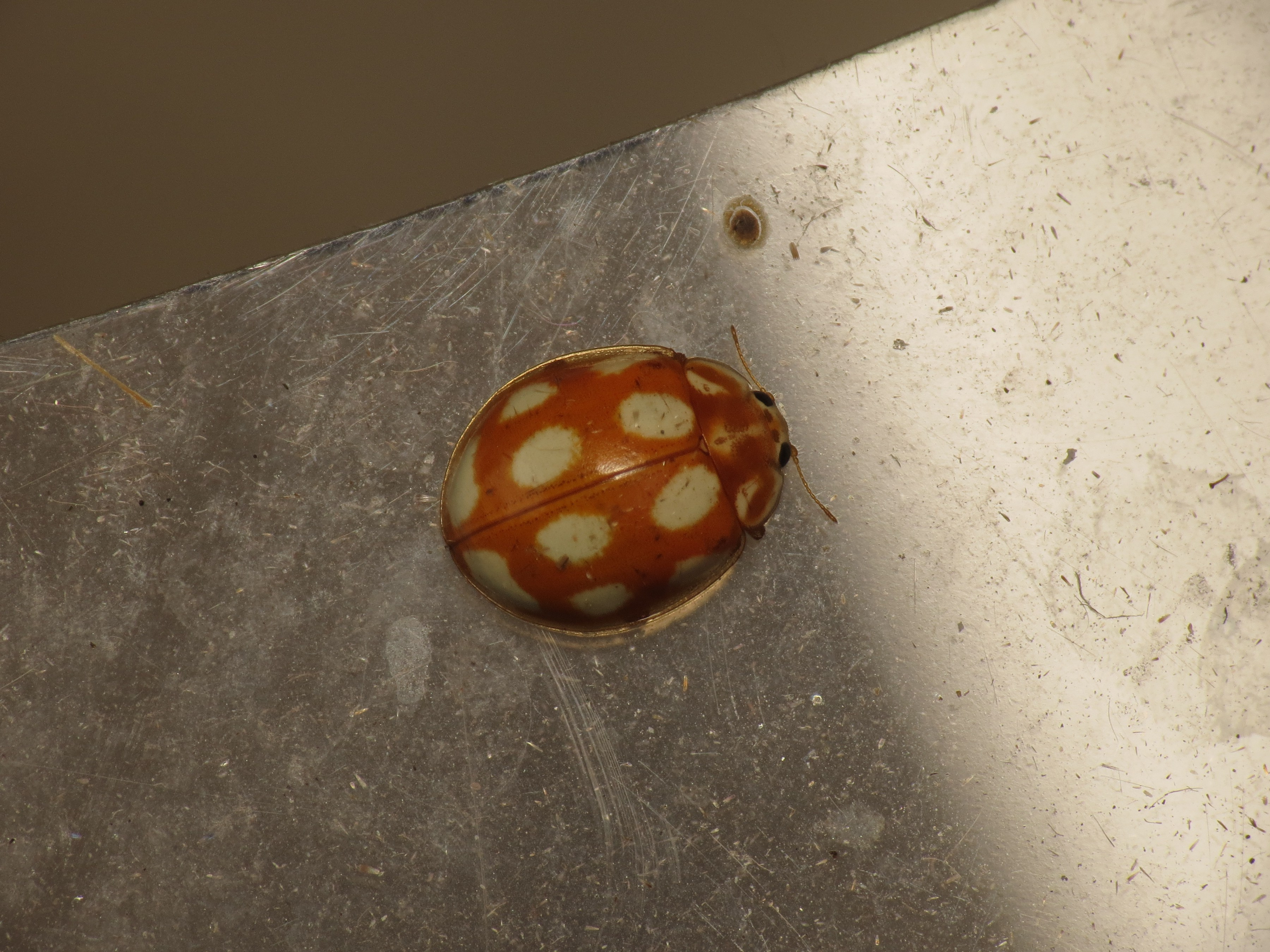
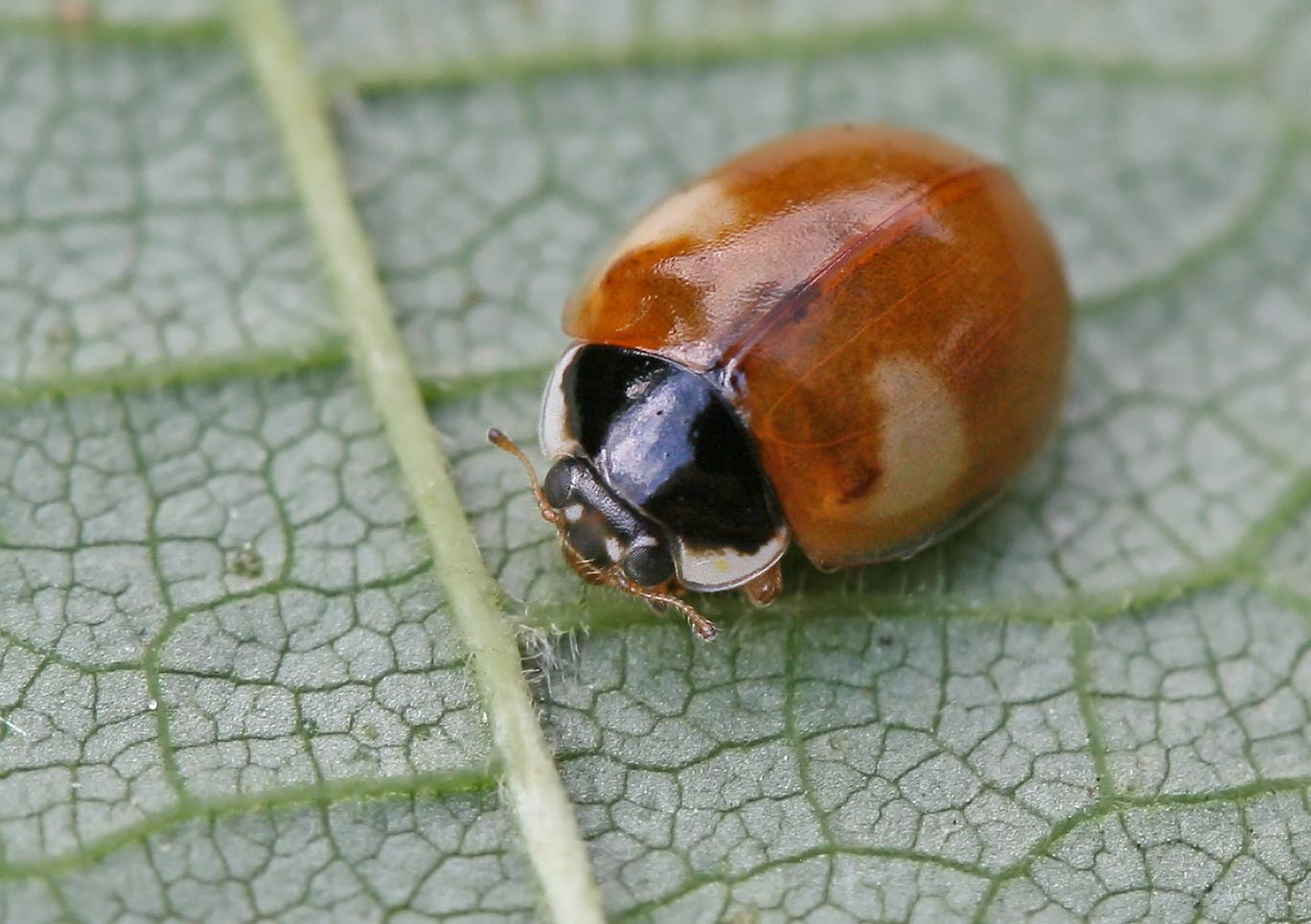
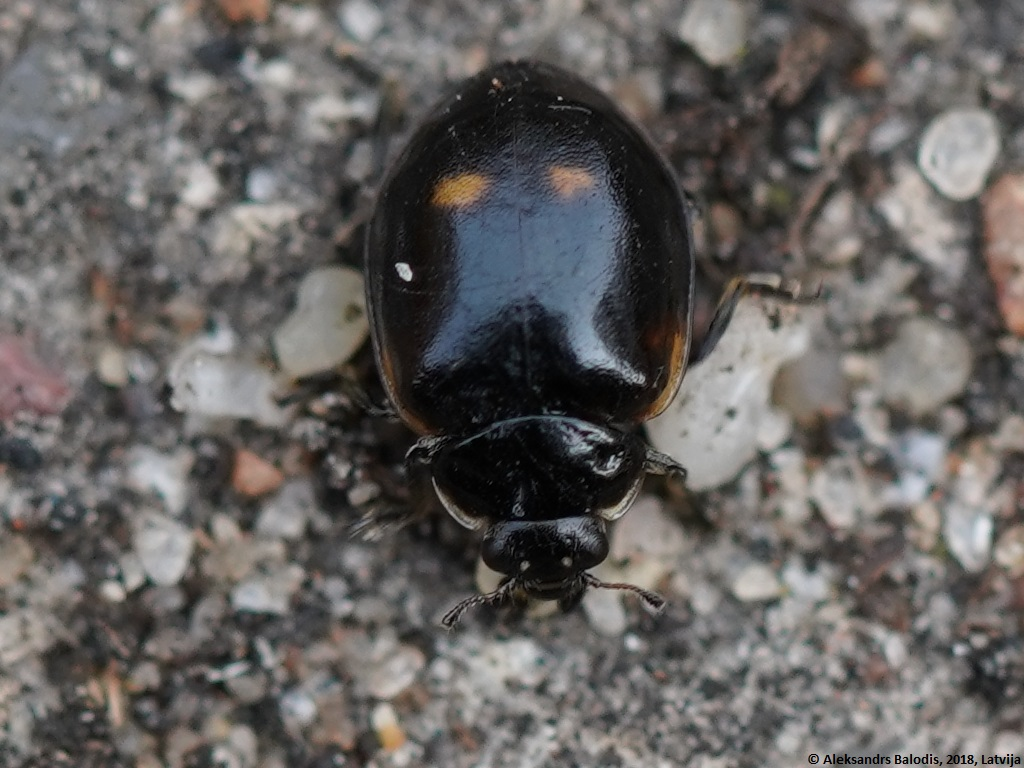
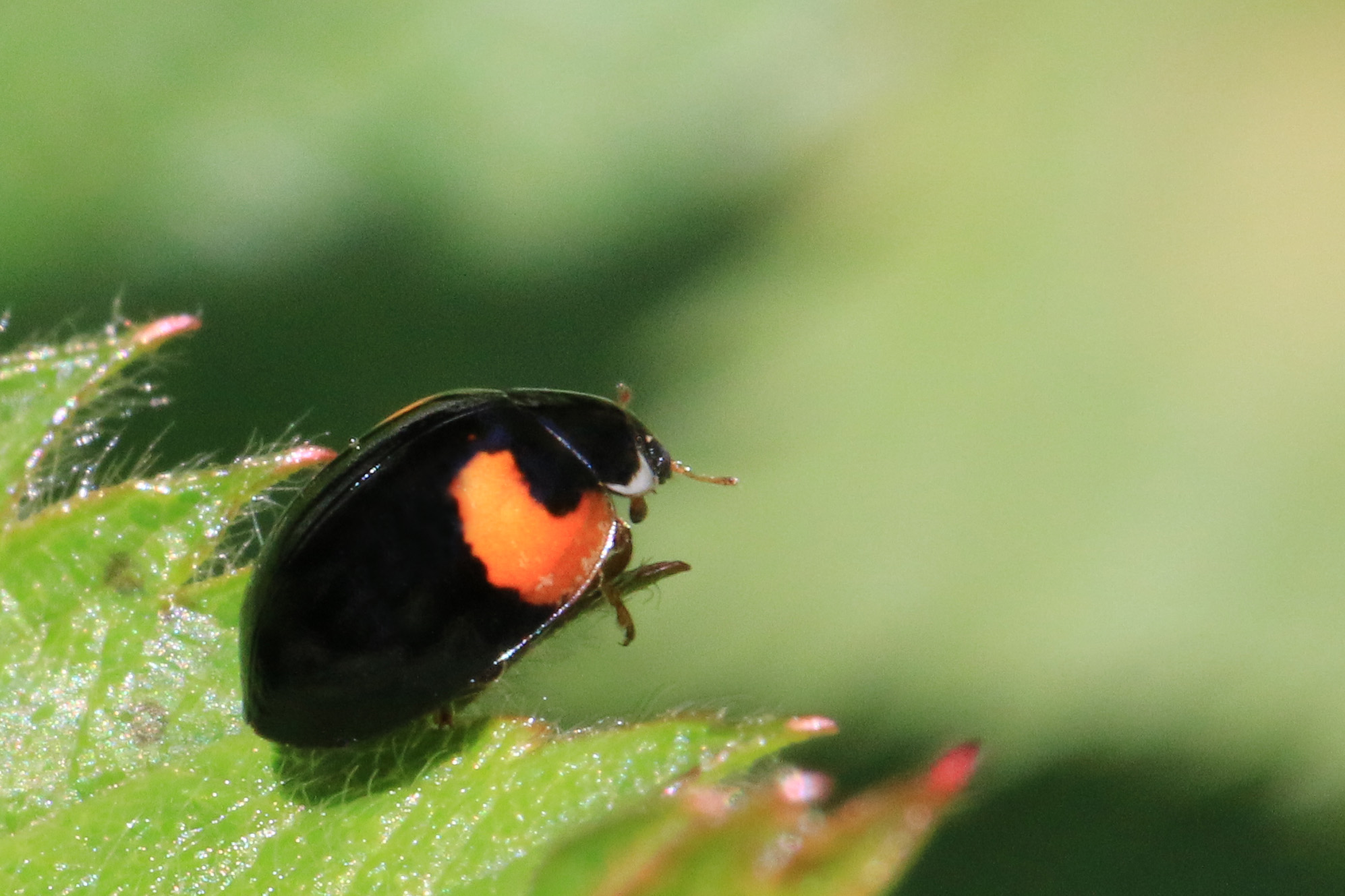
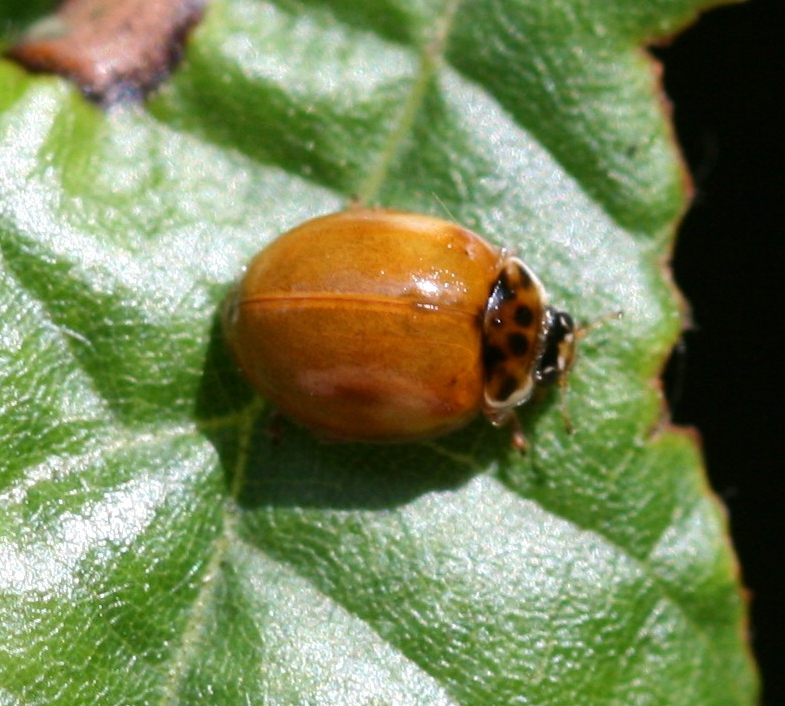
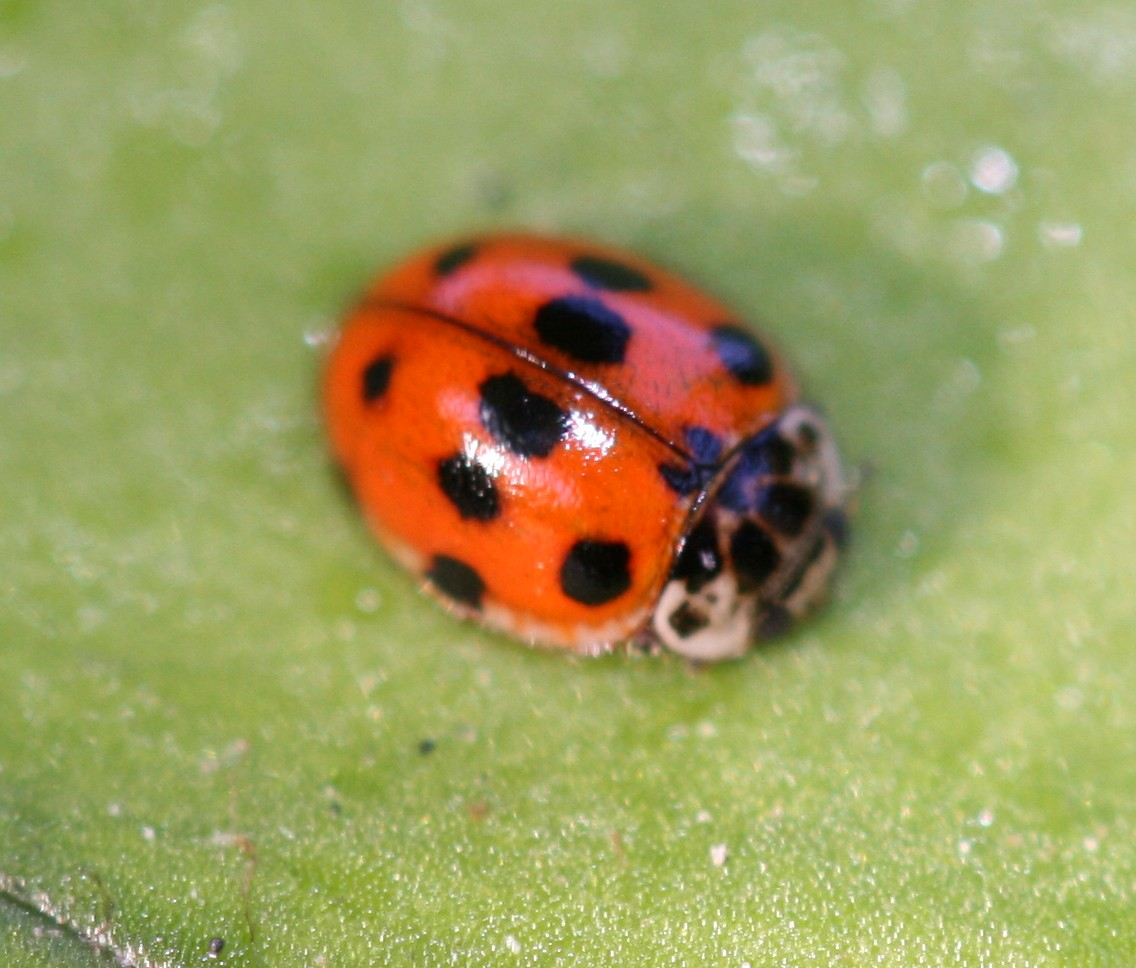
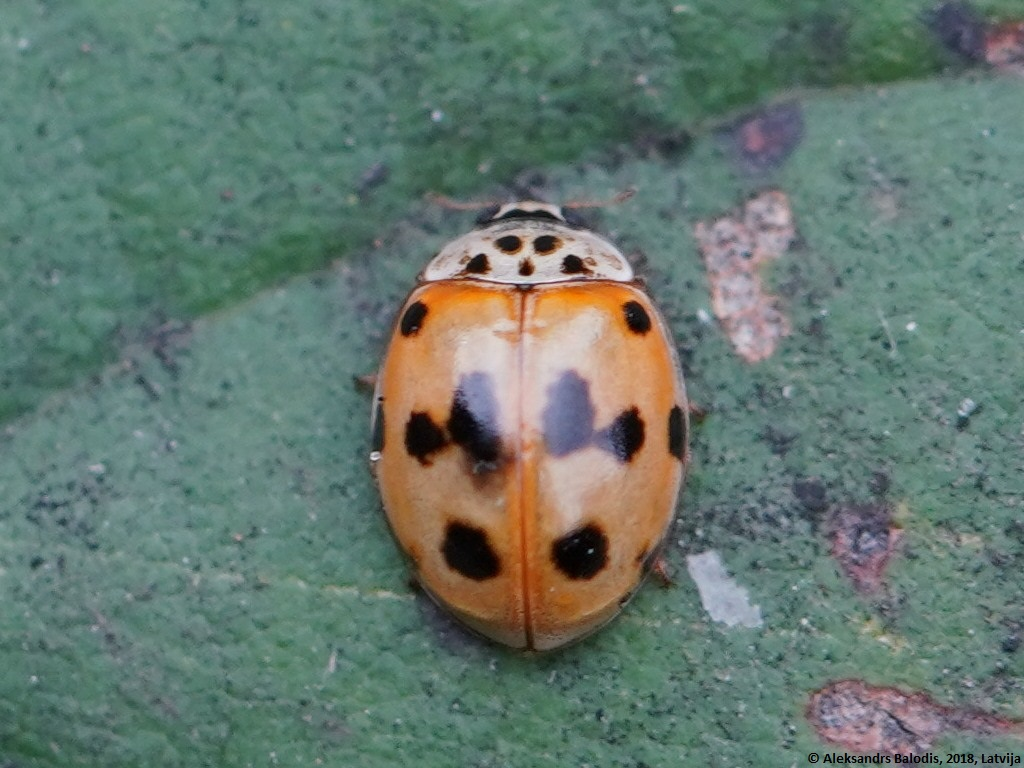